# Eulithis hedgesaria
Eulithis hedgesaria là một loài bướm đêm trong họ Geometridae.